# Crucifixió de Crist amb la Verge, sant Joan i un donant
Crucifixió de Crist amb la Verge, sant Joan i un donant és el tema de dos quadres procedents del taller d'El Greco.
Com en altres obres del taller que han arribat fins a l'actualitat, es desconeix la participació real del mestre en la seva elaboració. Segons l'historiador estatunidenc Harold Wethey, podria existir un prototip perdut, obra d'El Greco, o potser del seu fill Jorge Manuel Theotocópuli. En aquesta tipologia, a més de Joan Evangelista i Mare de Déu, també hi és representada una tercera figura, que podria ser o bé un donant, o bé Maria Magdalena. El paisatge de l'obra té poca importància.

## Versió deMartín Muñoz de las Posadas
Oli sobre llenç; 174 x 111 cm.; 1590-95 ?; Catàleg Wethey: X-71 
Obra autèntica per Mayer, José Camón Aznar i San Román. Söhner ho posa en dubte, degut a les nombroses restauracions, i H.E. Wethey la considera una còpia d'un original perdut d'El Greco.
Aquesta obra va ser molt repintada vers 1940. La composició és la mateixa, en línies generals, que la de la obra actualment a Atenes.

### Procedència
- Església de Navalperal ? [2]

## Versió de laGaleria Municipal d'Atenes-National Gallery (Athens)
Escrit a la part inferior dreta amb lletres cursives gregues: doménikos theotokó (sic).
Oli sobre llenç; 120 x 81 cm.; Començament segle XVII; Catàleg Wethey: X-72
Obra autèntica segons Mayer, Legendre, Hartmann i José Camón Aznar, qui la situa ca. 1592-95. En aquesta variant, el donat és subtituït per Maria Magdalena. Segons H.E. Wethey, es tracta d'una còpia mediocre del s.XVII o XVIII. Està molt retocada.

### Procedència
- Col·lecció Singer, Le Mans
- Trotti & Kleidenberg, París
- A. Loebl, París
- Dr. Hans Wendland, Lugano
- Cassirer (Berlín) la va comprar per a la Galeria Municipal d'Atenes [2]